# Mémoire prospective
La mémoire prospective est une expression construite sur le mode paradoxal, qui peut être définie comme la capacité que nous avons à « ne pas oublier de se rappeler » ou plus précisément ne pas oublier de se rappeler d'effectuer une action préméditée.
Elle s’oppose à la mémoire rétrospective qui vise à se rappeler les actions, événements ou savoirs passés.
La mémoire prospective est programmée par l’individu (ou le groupe), auto-initiée et dirigée vers un futur plus ou moins proche. Elle ne fonctionne donc pas directement sur des stimuli extérieurs qu’elle enregistre, comme la mémoire le fait pour le passé.
La compréhension de ce mécanisme qui connecte en quelque sorte passé et futur intéresse les neurologues, comme les experts en intelligence artificielle ou les éthologues (certains animaux semblent capables de mémorisation prospective).

## Mécanisme
La mémoire prospective s’appuie sur des « ancrages » qui sont des stimuli en quelque sorte choisis ou imposés par l’individu (ou le groupe) mais retenus à l’avance (quelque chose, ou quelqu’un qui nous rappellera que nous devons faire ce que nous avons prévu). Quelquefois un stimulus non choisi peut aussi provoquer la réminiscence d'une action programmée.
Le temps y joue un rôle particulier, chacun pouvant dans une certaine mesure programmer son cerveau pour être réveillé à telle heure, téléphoner à partir du milieu de l’après-midi ou tailler les rosiers à telle période.
Le cerveau semble utiliser ses fonctions mémorielles en se rappelant l’intention (qui est en fait passée au moment où il faut la réaliser). On peut donc bien parler de mémoire (des moyens mnémotechniques sont également souvent utilisés).

## Champs d’application
La mémoire prospective est utilisée dans la vie courante (programmation des tâches d’une journée, se souvenir de dire quelque chose à quelqu’un, de prendre un médicament, etc.).
Une démarche parallèle est utilisée lors de nombreux processus créatifs et par les prospectivistes[Quoi ?]. Le processus peut alors être complexe et faire l’objet de scénarios. Des modèles ou arbres de décisions peuvent s’en inspirer.
Chacun développe des modes d’ancrage personnels, en faisant confiance à son subconscient ou par des actes délibérés de préparation (un post-it, un nœud dans son mouchoir, une liste de course, la mise en place d’une alarme…).

## L’attention
Une partie de la mémoire est-elle mobilisée sur chaque anticipation, et avec quelle énergie nécessaire ?
Un débat porte sur la mesure de l’attention (ressource attentionnelle) que nécessite la mémoire prospective exige pour préparer le signal de rappel, et pour l’identifier ensuite.
La concentration attentionnelle requise varie selon les personnes, selon le délai entre l’intention initiale et sa réalisation, et selon l’importance donnée à l’événement attendu. Parfois le sujet est obsédé par la crainte d’oublier de faire ce qu’il a décidé de faire, parfois il semble oublier la question jusqu’à ce que le signal soit « automatiquement » reconnu, comme par un processus de routine ne nécessitant pas d’attention particulière, et nécessitant moins d’énergie.
Des études suggèrent que cette mémoire ne nécessite pas toujours d’efforts, et qu’un cerveau entraîné identifie les repères de manière routinière (Hicks, Marsh & Cook, 2005 ; Einstein et al., 2005) ce qui est conforme à l'expérience intuitive de l'intention spontanément rappelée à l'esprit (Perrig & Zimmermann, 2006), mais certains auteurs pensent qu’un processus aussi important que la mémoire nécessite la mobilisation de ressources importantes du cerveau, même si un traitement sous-jacent de type multi-tâche, en parallèle optimise ce processus.

## Évaluation
L'étude princeps d'Einstein et McDaniel fut la première à poser les jalons d'une conception paradigmatique destinée à l'évaluation des capacités de la mémoire prospective en laboratoire. Contrairement aux paradigmes d'évaluation du versant passé de la mémoire épisodique qui reposent principalement sur la sollicitation de l'expérimentateur, les épreuves de mémoire prospective se caractérisent par une récupération auto-initiée des intentions futures en référence à des indices internes ou externes présents dans l'environnement.
À ce jour, on compte plusieurs catégories d'outils destinés à l'évaluation des capacités de la mémoire prospective, à savoir :
- Des batteries de tests traditionnelles en version papier-crayon : Rivermead Behavioural Memory Test, Cambridge Test of Prospective Memory, Memory for Intentions Screening Test, Royal Prince Alfred Prospective Memory Test
- Des procédures à essai unique : la tâche de l'enveloppe, la tâche de la carte d'invitation, la tâche du rappel téléphonique de l'expérimentateur
- Des questionnaires : Prospective Memory Questionnaire, Prospective and Retrospective Memory Questionnaire, Comprehensive Assessment of Prospective Memory Questionnaire et le Brief Assessment of Prospective Memory (version abrégée du Comprehensive Assessment of Prospective Memory Questionnaire)
- Procédures expérimentales : Prospective Remembering Video Procedure, Test Écologique de Mémoire Prospective, la Virtual Week et L'Actual Week (adaptation de la Virtual Week en milieu naturel). Plus récemment, de nouvelles procédures d'évaluation utilisant la réalité virtuelle ont vu le jour et permettent d'augmenter la validité écologique des épreuves, tout en garantissant un contrôle expérimental satisfaisant.